# Bimota DB4

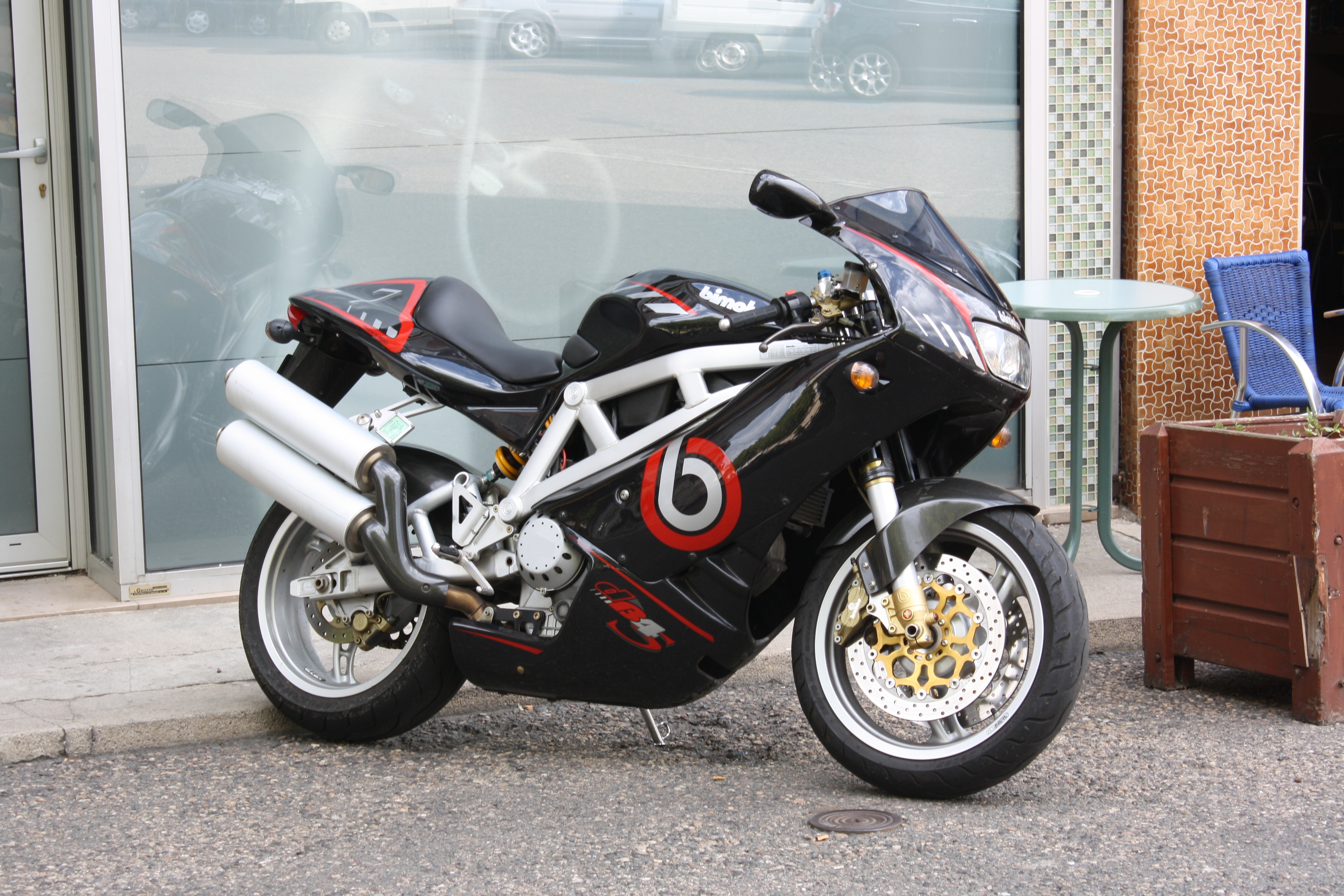
La Bimota DB4 S

La Bimota DB4 è una motocicletta costruita dalla casa motociclistica riminese Bimota alla fine degli anni novanta. Il nome, come da nomenclatura standard della casa, sta ad indicare che questo è cronologicamente il quarto modello dotato di propulsore Ducati.

## Storia
La Bimota si era già rivolta alla Ducati per ottenere una fornitura di motori nel 1985, quando realizzò la DB1 dotata del motore della Pantah 750 e sulla scia del successo commerciale di questo modello, nel 1993 si rinnova la collaborazione con la DB2, motorizzata Ducati 900 SS, mentre nel 1994 la piccola azienda propone una moto nuda dall'estetica molto particolare e ardita, la DB3 Mantra, che però non riscuote un notevole successo di vendite, ma il cui telaio viene riutilizzato per la DB4.

## Tecnica
Il telaio della DB4 è un traliccio di tubi a sezione ovale realizzato in lega di alluminio al fine di risparmiare peso rispetto ad un'analoga struttura in acciaio ed è lo stesso utilizzato in precedenza sulla Mantra. Ad esso si associa una forcella teleidraulica Paioli con steli da 43 mm, con precarico molla e idraulica in estensione regolabili, mentre il forcellone posteriore è collegato al telaio tramite un monoammortizzatore oleopneumatico Öhlins dotato di numerose possibilità di regolazione e l'impianto frenante è fornito dalla Brembo, con doppio disco anteriore da 320 mm e singolo da 230 mm posteriore.
Completano la parte ciclistica i cerchi in alluminio da 3.50x17 ant. e 5.50x17 post. che calzano rispettivamente pneumatici 120/70 e 180/55 (misure alternative 120/65 ZR 17 - 120/60 ZR 17 ant. e 190/50 ZR 17 post).
Il propulsore è lo stesso bicilindrico a due valvole per cilindro con distribuzione desmodromica da 900 cm³ che spinge la Ducati 900 SS2, con le uniche differenze date dalla diversa cassa di aspirazione (l'airbox) e il diverso sistema di scarico.
Le linee della carenatura e delle sovrastrutture sono molto filanti e pulite e richiamano quelle dei precedenti modelli YB9 SRi, YB11 e della contemporanea 500 Vdue, con la particolarità di avere entrambi i tubi di scarico posizionati sul lato destro e sovrapposti.